# Proendliche Zahl
In der Algebra und Zahlentheorie ist eine proendliche Zahl (auch pro-endliche Zahl, proendliche Ganzzahl oder profinite (Ganz)zahl, englisch: profinite integer) durch die Reste (Restklassen) festgelegt, die sie in allen ganzzahligen Restklassenringen bildet. Damit ist sie ein Element aus der proendlichen Vervollständigung {\displaystyle {\widehat {\mathbb {Z} }}} (gesprochen: Zett-Dach) der Gruppe der ganzen Zahlen {\displaystyle \mathbb {Z} }. Die (rationalen) Ganzzahlen lassen sich vermöge des kanonischen injektiven Homomorphismus
{\displaystyle \iota \colon \quad {\begin{array}{lll}\mathbb {Z} &\hookrightarrow &{\widehat {\mathbb {Z} }}\\r&\mapsto &(r+1\mathbb {Z} ,r+2\mathbb {Z} ,r+3\mathbb {Z} ,\dots )\\\end{array}}}
in die proendlichen Zahlen einbetten. Dabei wird die Zahl {\displaystyle r:=1\in \mathbb {Z} } in allen Restklassenringen {\displaystyle \mathbb {Z} /i\mathbb {Z} } auf das dortige {\displaystyle 1+i\mathbb {Z} } abgebildet. Dieses {\displaystyle (1+1\mathbb {Z} ,1+2\mathbb {Z} ,1+3\mathbb {Z} ,\dots )} „erzeugt“ gewissermaßen {\displaystyle {\widehat {\mathbb {Z} }}.}
Die so eingebetteten ganzen Zahlen {\displaystyle \mathbb {Z} } liegen dicht in den proendlichen ganzen Zahlen {\displaystyle {\widehat {\mathbb {Z} }}.} Sie sind in {\displaystyle {\widehat {\mathbb {Z} }}} Folgen von Restklassen, und bei den Eigenschaften bspw. einer solchen 1 oder 2 kommt es (wie häufig in der Abstrakten Algebra) nur auf diejenigen an, die sie in ihren Verknüpfungen haben.
Die Galois-Gruppe des algebraischen Abschlusses eines endlichen Körpers über diesem Körper ist isomorph zu {\displaystyle {\widehat {\mathbb {Z} }}.}

## Definition
Die proendliche Vervollständigung der Gruppe der ganzen Zahlen {\displaystyle \mathbb {Z} } ist
{\displaystyle {\widehat {\mathbb {Z} }}:=\varprojlim _{i\in \mathbb {N} }\mathbb {Z} /i\mathbb {Z} }           (projektiver oder inverser Limes).
Die Bildung eines projektiven Limes erfordert ein sog. projektives System bestehend aus einer gerichteten Indexmenge, die eine Folge von Objekten indiziert, und Übergangsmorphismen zwischen diesen Objekten.
Für {\displaystyle {\widehat {\mathbb {Z} }}} nimmt man als gerichtete Indexmenge die natürlichen Zahlen {\displaystyle (\mathbb {N} ,\mid ),} die durch die Teilbarkeitsrelation {\displaystyle k\!\mid \!j} partiell geordnet sind, und als Folge von Objekten die Folge der endlichen zyklischen Gruppen {\displaystyle \mathbb {Z} /j\mathbb {Z} .} Zu jedem {\displaystyle j} und jedem {\displaystyle k\!\mid \!j} gibt es den Gruppenhomomorphismus (die „Restklassenabbildung“, die „natürliche Surjektion“)
{\displaystyle f_{jk}\colon \quad {\begin{array}{lll}\mathbb {Z} /j\mathbb {Z} &\to &\mathbb {Z} /k\mathbb {Z} \\r+j\mathbb {Z} &\mapsto &r+k\mathbb {Z} ,\end{array}}}
der wegen {\displaystyle j\mathbb {Z} \subset k\mathbb {Z} } wohldefiniert ist. Diese Homomorphismen nimmt man als Übergangsmorphismen zwischen den Objekten. Sie bilden einen Erzeuger von {\displaystyle \mathbb {Z} /j\mathbb {Z} } in einen von {\displaystyle \mathbb {Z} /k\mathbb {Z} } ab und sind für {\displaystyle k\!\mid \!j\!\mid \!i} in einer Weise, nämlich
{\displaystyle f_{ik}(r+i\mathbb {Z} )=r+k\mathbb {Z} =f_{jk}(r+j\mathbb {Z} )=f_{jk}(f_{ij}(r+i\mathbb {Z} ))} also {\displaystyle f_{ik}=f_{jk}\circ f_{ij},}
verträglich, wie es für das projektive System und die Bildung des projektiven Limes erforderlich ist.
Im projektiven Limes werden diejenigen Familien {\displaystyle \textstyle \left(r_{i}+i\mathbb {Z} \right)_{i\in \mathbb {N} }\in \prod _{i\in \mathbb {N} }\mathbb {Z} /i\mathbb {Z} } von Restklassen zusammengefasst, deren Komponenten miteinander verträglich sind, bei denen also für alle {\displaystyle j,k} mit {\displaystyle k\!\mid \!j} gilt:
{\displaystyle f_{jk}(r_{j}+j\mathbb {Z} )=r_{k}+k\mathbb {Z} ,}
was durch die Kongruenzen
| {\displaystyle r_{j}} | {\displaystyle \equiv } | {\displaystyle r_{k}\,({\text{mod }}k)} | {\displaystyle ({\text{V}})} |

erfüllt wird. In einer Formel geschrieben ergibt sich:
{\displaystyle {\begin{array}{rrlll}{\widehat {\mathbb {Z} }}&:=&&\displaystyle \varprojlim _{i\in \mathbb {N} }\mathbb {Z} /i\mathbb {Z} \\&=&\displaystyle {\Big \{}\left(r_{i}+i\mathbb {Z} \right)_{i\in \mathbb {N} }\in &\displaystyle \prod _{i\in \mathbb {N} }\mathbb {Z} /i\mathbb {Z} \;\;{\Big |}\;\;\forall j,k\in \mathbb {N} \,:\,k\!\mid \!j\Rightarrow r_{j}\equiv r_{k}\,({\text{mod }}k){\Big \}}&\quad ({\text{pL}})\\\end{array}}}
Eine Elementefamilie, die die Verträglichkeitsbedingungen {\displaystyle ({\text{V}})} erfüllt, die also zum projektiven Limes gehört, wird manchmal auch als „Faser“ bezeichnet.
Die komponentenweise definierte Addition ist stetig. Dasselbe gilt in {\displaystyle {\widehat {\mathbb {Z} }}} zusätzlich für die Multiplikation. Dadurch wird {\displaystyle {\widehat {\mathbb {Z} }}} zu einer topologischen additiven Gruppe und zu einem topologischen Ring mit 1.
Die natürliche Topologie auf {\displaystyle {\widehat {\mathbb {Z} }}} ist die Limestopologie, d. i. die von den diskreten Topologien auf den {\displaystyle \mathbb {Z} /i\mathbb {Z} } induzierte Produkttopologie. Diese Topologie ist mit den Ringoperationen verträglich und wird auch Krulltopologie genannt. Gleichzeitig ist {\displaystyle {\widehat {\mathbb {Z} }}} die abgeschlossene Hülle von {\displaystyle \mathbb {Z} } im Produkt {\displaystyle \Pi _{i\in \mathbb {N} }(\mathbb {Z} /i\mathbb {Z} ),} was die Dichtheit von {\displaystyle \mathbb {Z} } in {\displaystyle {\widehat {\mathbb {Z} }}} impliziert.

## Alternative Konstruktion
Der Ring der ganzen Zahlen {\displaystyle \mathbb {Z} } kann auch in „klassischer“ Manier über eine uniforme Struktur vervollständigt werden. Sei dazu für {\displaystyle N\in \mathbb {N} }
{\displaystyle U_{N}:=\{(x,y)\mid x-y\in N\mathbb {Z} \}=\{(x,y)\mid x\equiv y\,({\text{mod }}N)\}}
eine Nachbarschaft (der Ordnung {\displaystyle N}). Die Menge {\displaystyle F:=\{U_{N}\mid N\in \mathbb {N} \}} ist ein (abzählbares) Fundamentalsystem und der zugehörige Filter
{\displaystyle \Phi :=\{V\mid \exists N\in \mathbb {N} :U_{N}\subset V\}}
eine uniforme Struktur für {\displaystyle \mathbb {Z} }. Die Forderungen an {\displaystyle \Phi } sind leicht verifiziert:
(1) Jede Nachbarschaft {\displaystyle U_{N}} und jedes {\displaystyle V\in \Phi } enthält die Diagonale {\displaystyle \{(x,x)\mid x\in \mathbb {Z} \}.}
(2) Ist {\displaystyle V\in \Phi } und {\displaystyle V\subset W}, dann ist {\displaystyle W\in \Phi .}
(3) Ist {\displaystyle V,W\in \Phi }, dann ist auch {\displaystyle V\cap W\in \Phi .}
(4) Zu jedem {\displaystyle V\in \Phi } gibt es ein {\displaystyle W\in \Phi } mit {\displaystyle W^{2}\subset V}.
(5) Ist {\displaystyle V\in \Phi }, dann ist auch {\displaystyle V^{-1}\in \Phi .}
Die Menge {\displaystyle {\mathcal {C}}} der Cauchy-Netze in {\displaystyle (\mathbb {Z} ,\Phi )} ist
{\displaystyle {\begin{array}{rrlll}{\mathcal {C}}&:=&{\Big \{}\left(r_{j}\right)_{j\in \mathbb {N} }\in \prod _{j\in \mathbb {N} }\mathbb {Z} \;\;{\Big |}\;\;\forall N\in \mathbb {N} \;\exists n_{N}\in \mathbb {N} \,:n_{N}\mid j,k\Rightarrow (r_{j},r_{k})\in U_{N}{\Big \}}&\quad \;({\text{CN}}),\\\end{array}}}
welche mit der komponentenweisen Addition eine Gruppe ist. Die Vervollständigung der ganzen Zahlen {\displaystyle \mathbb {Z} } bezüglich der uniformen Struktur der Teilbarkeit ist die Faktorgruppe {\displaystyle {\mathcal {C}}/{\mathcal {N}}} der Cauchy-Netze modulo den Nullfolgen {\displaystyle {\mathcal {N}}} (genauer: den Folgen, die Nullnetze bzw. Cauchy-Netze mit Limes {\displaystyle 0} sind).
{\displaystyle {\mathcal {C}}/{\mathcal {N}}} erweist sich als isomorph zu {\displaystyle {\widehat {\mathbb {Z} }}.}
| Beweis |
| Sei {\displaystyle \textstyle \left(r_{i}+i\mathbb {Z} \right)_{i\in \mathbb {N} }\in \prod _{i\in \mathbb {N} }\mathbb {Z} /i\mathbb {Z} } eine Familie von verträglichen Restklassen, also {\displaystyle \forall j,k:k\!\mid \!j\implies r_{j}\equiv r_{k}\,({\text{mod }}k)}, und sei {\displaystyle N\in \mathbb {N} }, dann ist für alle {\displaystyle j,k\in \mathbb {N} } mit {\displaystyle N\!\mid \!j,k} {\displaystyle r_{j}\equiv r_{N}\equiv r_{k}\,({\text{mod }}N)}, die Folge {\displaystyle \textstyle \left(r_{i}\right)_{i\in \mathbb {N} }} der Repräsentanten also ein Cauchy-Netz. Ist umgekehrt {\displaystyle \textstyle \left(s_{\nu }\right)_{\nu \in \mathbb {N} }} eine Folge von ganzen Zahlen, die ein Cauchy-Netz ist im Sinne der oben definierten uniformen Struktur, dann gibt es zu jedem {\displaystyle k\in \mathbb {N} } ein {\displaystyle \nu _{k}\in \mathbb {N} }, so dass für alle {\displaystyle \nu ,\mu \in \mathbb {N} } mit {\displaystyle \nu _{k}\!\mid \!\nu ,\mu } gilt {\displaystyle s_{\mu }\equiv s_{\nu }\,({\text{mod }}k)} . Nimmt man jetzt {\displaystyle \nu :=\nu _{k}}, dann ist {\displaystyle s_{\mu }\equiv s_{\nu _{k}}\,({\text{mod }}k)} für alle {\displaystyle \mu \in \mathbb {N} } mit {\displaystyle \nu _{k}\!\mid \!\mu }. Die Teilfolge {\displaystyle \textstyle \left(r_{k}\right)_{k\in \mathbb {N} }:=\left(s_{\nu _{k}}\right)_{k\in \mathbb {N} }} hat denselben Grenzwert wie die ursprüngliche Folge, repräsentiert also dasselbe Element {\displaystyle \in {\mathcal {C}}/{\mathcal {N}}}. Ist nun {\displaystyle k\in \mathbb {N} }, dann ist für alle {\displaystyle j\in \mathbb {N} } mit {\displaystyle k\!\mid \!j} auch {\displaystyle \nu _{k}\!\mid \!\nu _{j}} und {\displaystyle s_{\nu _{j}}\equiv s_{\nu _{k}}\,({\text{mod }}k)}, also {\displaystyle r_{j}\equiv r_{k}\,({\text{mod }}k)} . Damit erfüllt die Folge {\displaystyle \textstyle \left(r_{k}+k\mathbb {Z} \right)_{k\in \mathbb {N} }} von Restklassen die Verträglichkeitsbedingungen {\displaystyle ({\text{V}})} und ist eine Familie {\displaystyle \in \varprojlim _{k\in \mathbb {N} }\mathbb {Z} /k\mathbb {Z} ={\widehat {\mathbb {Z} }}} . |

Ergebnis
Man kann von Folgen von Restklassen {\displaystyle r_{j}+j\mathbb {Z} } zu den Folgen ihrer Repräsentanten {\displaystyle r_{j}} übergehen – wie man auch umgekehrt aus einem Cauchy-Netz von Ganzzahlen durch Beigabe von Moduln eine Folge von Restklassen machen kann, die dieselbe proendliche Zahl ausmacht.

## Eigenschaften

Kommutatives Diagramm zum Ring der proendlichen Zahlen Ẑ

- Die Menge {\displaystyle {\widehat {\mathbb {Z} }}} der proendlichen Zahlen ist überabzählbar.

- {\displaystyle {\widehat {\mathbb {Z} }}} ist eine proendliche Gruppe.

- Der projektive Limes {\displaystyle {\widehat {\mathbb {Z} }}} zusammen mit den Homomorphismen

{\displaystyle \tau _{i}\colon \quad {\begin{array}{lll}{\widehat {\mathbb {Z} }}&\to &\mathbb {Z} /i\mathbb {Z} \\\left(x_{n}\right)_{n\in \mathbb {N} }&\mapsto &x_{i},\end{array}}}
den kanonischen Projektionen (des projektiven Limes), hat die folgende universelle Eigenschaft:
Für jede Gruppe {\displaystyle T} und Homomorphismen {\displaystyle t_{i}\colon T\to \mathbb {Z} /i\mathbb {Z} ,} für die {\displaystyle t_{j}=f_{ij}\circ t_{i}} für alle {\displaystyle j\!\mid \!i} gilt, existiert ein eindeutig bestimmter Homomorphismus {\displaystyle t\colon T\to {\widehat {\mathbb {Z} }},} so dass {\displaystyle t_{i}=\tau _{i}\circ t} gilt.

Universelle Eigenschaft des Einbettungs-
isomorphismus

- Der natürliche Homomorphismus {\displaystyle \iota \colon \mathbb {Z} \to {\widehat {\mathbb {Z} }}} hat die folgende universelle Eigenschaft:

Für jeden Homomorphismus {\displaystyle f\colon \mathbb {Z} \to G} in eine proendliche Gruppe {\displaystyle G} gibt es einen (bezüglich der Krulltopologie) stetigen Homomorphismus {\displaystyle {\hat {f}}\colon {\widehat {\mathbb {Z} }}\to G} mit {\displaystyle f={\hat {f}}\circ \iota .}
- Aus der eindeutigen Primfaktorzerlegung in {\displaystyle \mathbb {Z} } folgt die Isomorphie[8]

{\displaystyle {\widehat {\mathbb {Z} }}\cong \prod _{p\in \mathbb {P} }\mathbb {Z} _{p}}
(mit {\displaystyle \mathbb {P} } als der Menge der natürlichen Primzahlen) von {\displaystyle {\widehat {\mathbb {Z} }}} zum direkten Produkt der p-adischen Zahlringe {\displaystyle \mathbb {Z} _{p},} die ihrerseits projektive Limites
{\displaystyle \mathbb {Z} _{p}=\varprojlim _{n\in \mathbb {N} }\mathbb {Z} /p^{n}\mathbb {Z} }
sind. Bei der Umkehrfunktion des Isomorphismus lässt sich zu einem beliebigen Vektor {\displaystyle \left(x_{p}\right)_{p\in \mathbb {P} }} mit Komponenten {\displaystyle x_{p}\in \mathbb {Z} _{p}} das Urbild {\displaystyle x\in {\widehat {\mathbb {Z} }}} (eindeutig) mithilfe des chinesischen Restsatzes bestimmen, der in einem erweiterten iterativen Verfahren, ähnlich dem im Beweis der Dichtheit im Artikel Limes (Kategorientheorie) gebrachten, angewendet wird.
Wie im projektiven Limes geschehen Addition und Multiplikation im direkten Produkt komponentenweise. Das bedeutet, dass es Nullteiler gibt in {\displaystyle {\widehat {\mathbb {Z} }}} und {\displaystyle {\widehat {\mathbb {Z} }}} keinen Quotientenkörper haben kann.
Für jede Primzahl {\displaystyle p\in \mathbb {P} } bezeichne
{\displaystyle {\begin{array}{llll}\pi _{p}\colon &{\widehat {\mathbb {Z} }}&\to &\mathbb {Z} _{p}\\\end{array}}}
die kanonische Projektion (des direkten Produktes). Angewendet auf die Injektion
|                                             | {\displaystyle \iota _{p}\colon } | {\displaystyle \mathbb {Z} _{p}} | {\displaystyle \to }     | {\displaystyle {\widehat {\mathbb {Z} }}\;=\;\textstyle \Pi _{p\in \mathbb {P} }\mathbb {Z} _{p}} |                             |
|                                             |                                   | {\displaystyle z}                | {\displaystyle \mapsto } | {\displaystyle (0,\ldots ,0,z}                                                                    | {\displaystyle ,0,\ldots )} |
|                                             |                                   |                                  |                          | {\displaystyle \uparrow }                                                                         |                             |
| Komponente {\displaystyle \mathbb {Z} _{p}} |                                   |                                  |                          |                                                                                                   |                             |

erfüllt sie {\displaystyle \pi _{p}\circ \iota _{p}=\operatorname {id} \mid _{\mathbb {Z} _{p}}.} Die Komposition {\displaystyle \iota _{p}\circ \pi _{p}} dagegen entspricht der Multiplikation
|                                             | {\displaystyle \cdot 1_{p}\colon } | {\displaystyle {\widehat {\mathbb {Z} }}=\mathbb {Z} _{2}\times \mathbb {Z} _{3}\times \ldots } | {\displaystyle \to }     | {\displaystyle {\widehat {\mathbb {Z} }}\;=\;\textstyle \Pi _{p\in \mathbb {P} }\mathbb {Z} _{p}} |                             |                                               |
|                                             |                                    | {\displaystyle x=(x_{2},x_{3},x_{5},\ldots ,x_{p},\ldots )}                                     | {\displaystyle \mapsto } | {\displaystyle (0,\ldots ,0,x_{p}}                                                                | {\displaystyle ,0,\ldots )} | {\displaystyle =x\cdot 1_{p}}                 |
| mit                                         |                                    |                                                                                                 |                          |                                                                                                   |                             |                                               |
|                                             | {\displaystyle 1_{p}}              |                                                                                                 | {\displaystyle :=}       | {\displaystyle (0,\ldots ,0,\;1}                                                                  | {\displaystyle ,0,\ldots )} | {\displaystyle \in {\widehat {\mathbb {Z} }}} |
|                                             |                                    |                                                                                                 |                          | {\displaystyle \uparrow }                                                                         |                             |                                               |
| Komponente {\displaystyle \mathbb {Z} _{p}} |                                    |                                                                                                 |                          |                                                                                                   |                             |                                               |

- Eine in {\displaystyle {\widehat {\mathbb {Z} }}} konvergente Zahlenfolge konvergiert auch in jedem proendlichen Unterring {\displaystyle \mathbb {Z} _{p}} und umgekehrt. Die Konvergenz für ein einzelnes {\displaystyle p\in \mathbb {P} } genügt allerdings nicht. Beispiel: Die Folge {\displaystyle \left(2^{n}\right)_{n\in \mathbb {N} },} die in {\displaystyle \mathbb {Z} _{2}} gegen {\displaystyle 0} konvergiert, divergiert sowohl in {\displaystyle \mathbb {Z} _{p}} für Primzahlen {\displaystyle p} ungleich {\displaystyle 2} wie auch in {\displaystyle {\widehat {\mathbb {Z} }}.} Denn ist {\displaystyle k:=\operatorname {ord} _{p}(2)} die Ordnung von {\displaystyle 2=1+1} in der multiplikativen Gruppe {\displaystyle (\mathbb {Z} /p\mathbb {Z} )^{\times }} des endlichen Körpers, dann gilt für alle {\displaystyle n\in \mathbb {Z} :\;2^{kn}\equiv 1\,({\text{mod }}p)} und {\displaystyle 2^{kn+1}\equiv 2\not \equiv 1\,({\text{mod }}p).}

Topologie
Die Produkttopologie auf {\displaystyle {\widehat {\mathbb {Z} }}} ist die gröbste Topologie (die Topologie mit den wenigsten offenen Mengen), bezüglich der alle Projektionen {\displaystyle \pi _{p}} stetig sind.
Diese Topologie fällt mit der oben erwähnten Limestopologie zusammen und wird Krulltopologie genannt. Da der die Isomorphie etablierende Isomorphismus gleichzeitig in beiden Richtungen stetig unter den beiderseitigen Topologien ist, ist er zusätzlich ein Homöomorphismus.

## Darstellung
Die Entwicklung einer proendlichen Zahl beinhaltet (wie die einer reellen) im Normalfall unendlich viele Symbole. Die solche Symbolfolgen bearbeitenden Algorithmen können davon nur endliche Anfangsstücke abarbeiten. Bei einem Abbruch ist eine Angabe über die Größenordnung des Fehlers wünschenswert, ähnlich den p-adischen Zahlen, bei denen die letzte ausgeworfene Ziffer genau ist.

### Darstellung als direktes Produkt
Die Darstellung einer proendlichen Zahl {\displaystyle x\in {\widehat {\mathbb {Z} }}} als direktes Produkt
{\displaystyle x=\left(x_{p}\right)_{p\in \mathbb {P} }\qquad \in \textstyle \Pi _{p\in \mathbb {P} }\mathbb {Z} _{p}}
ist ein in zwei Dimensionen unendlicher „Vektor“. Bei dieser Darstellung sind viele algebraisch-zahlentheoretische Eigenschaften von {\displaystyle x} anhand der Eigenschaften in den {\displaystyle \mathbb {Z} _{p}} gut erkennbar.

### Darstellung als unendliche Reihe
Im projektiven Limes {\displaystyle ({\text{pL}})} kann man die Halbordnung der Teilbarkeitsrelation {\displaystyle (\mathbb {N} ,\mid )} durch eine lineare Ordnung {\displaystyle (\mathbb {N} ,<)} ersetzen. Sei dazu {\displaystyle m_{n}\in \mathbb {Z} } mit {\displaystyle m_{1}=1} der „Stellenwert“ (das Gewicht) an der Stelle {\displaystyle n} und {\displaystyle b_{n}\in \mathbb {N} } mit {\displaystyle m_{n-1}b_{n}=m_{n}} die „Basis“. Dann ist
{\displaystyle {\widehat {\mathbb {Z} }}={\Big \{}\left(x_{n}\right)_{n\in \mathbb {N} }\in \prod _{n\in \mathbb {N} }\mathbb {Z} /m_{n}\mathbb {Z} \;\;{\Big |}\;\;\forall n\in \mathbb {N} :x_{n+1}\equiv x_{n}\,({\text{mod }}m_{n}){\Big \}},}
wobei jedes Element {\displaystyle x=\left(x_{n}\right)_{n\in \mathbb {N} }} eine unendliche Familie
| {\displaystyle x} | {\displaystyle =:} | {\displaystyle \left(\mathbb {Z} \,m_{n+1}\;+\right.} | {\displaystyle \left.r_{n}\right)_{n\in \mathbb {N} }} |

von Restklassen ist. Jeder solche Repräsentant {\displaystyle r_{n}\in \mathbb {Z} } lässt sich als Teilsumme
| {\displaystyle r_{n}} | {\displaystyle =} | {\displaystyle \textstyle \sum _{i=1}^{n}} | {\displaystyle z_{i}} | {\displaystyle \cdot m_{i}} |                                |                             |                         |                             |                                   |                                  |
|                       | {\displaystyle =} |                                            | {\displaystyle z_{n}} | {\displaystyle \cdot m_{n}} | {\displaystyle +\dots +z_{3}}  | {\displaystyle \cdot m_{3}} | {\displaystyle +z_{2}}  | {\displaystyle \cdot m_{2}} | {\displaystyle +z_{1}\;\cdot \!1} |                                  |
|                       | {\displaystyle =} | {\displaystyle ((}                         | {\displaystyle z_{n}} | {\displaystyle \cdot b_{n}} | {\displaystyle +\dots +z_{3})} | {\displaystyle \cdot b_{3}} | {\displaystyle +z_{2})} | {\displaystyle \cdot b_{2}} | {\displaystyle +z_{1}}            | {\displaystyle ({\text{R}}_{n})} |

einer Reihe {\displaystyle ({\text{R}})} mit „Ziffern“   {\displaystyle z_{n}\in \mathbb {Z} \;\;\wedge \;\;0\leq z_{n}<b_{n+1}}   in einer Stellenwertnotation mit mehreren Basen schreiben.
Die Indizierung ist so gewählt, dass die Ziffer {\displaystyle z_{n}} Repräsentant einer Restklasse {\displaystyle {\text{ mod }}b_{n+1}} ist – mit einem um 1 höheren Index – und das Folgenglied {\displaystyle r_{n}} Repräsentant einer Restklasse {\displaystyle {\text{ mod }}m_{n+1},} dem „Modul“ (an der Stelle {\displaystyle n}).
| {\displaystyle r_{j}} | {\displaystyle \equiv \textstyle \sum _{i=1}^{j}z_{i}\cdot m_{i}} | {\displaystyle ({\text{mod }}m_{j+1})} | {\displaystyle ({\text{R}}_{j})} |

| {\displaystyle r_{n}} | {\displaystyle \equiv q_{n}} | {\displaystyle ({\text{mod }}n)} |

| {\displaystyle q_{n}} | {\displaystyle \equiv \tau _{g}(x)} | {\displaystyle ({\text{mod }}g)} | {\displaystyle ({\text{V}}_{g})} |

| {\displaystyle r_{n}} | {\displaystyle \equiv r_{n-1}} | {\displaystyle ({\text{mod }}m_{n})} |

| {\displaystyle (g,u,v)} | {\displaystyle :=\operatorname {extended\_euclid} (m_{n},n)} |

| {\displaystyle g} | {\displaystyle =u\cdot m_{n}+v\cdot n.} |

| {\displaystyle r_{n-1}} | {\displaystyle \equiv \tau _{g}(x)} | {\displaystyle ({\text{mod }}g),} |

| {\displaystyle q_{n}} | {\displaystyle \equiv r_{n-1}} | {\displaystyle ({\text{mod }}g)} |

| {\displaystyle z_{n}} | {\displaystyle :=(q_{n}-r_{n-1})/g\cdot u} |

| {\displaystyle r_{n}} | {\displaystyle :=z_{n}\cdot m_{n}+r_{n-1}} |  | {\displaystyle ({\text{R}}_{n})} |

| {\displaystyle r_{n}} | {\displaystyle \equiv r_{n-1}} | {\displaystyle ({\text{mod }}m_{n})} |

| {\displaystyle r_{n}} | {\displaystyle \equiv (q_{n}-r_{n-1})/g\cdot (u\cdot m_{n})+r_{n-1}} |                                  |
|                       | {\displaystyle \equiv (q_{n}-r_{n-1})/g\cdot (g-v\cdot n)+r_{n-1}}   |                                  |
|                       | {\displaystyle \equiv q_{n}}                                         | {\displaystyle ({\text{mod }}n)} |

Der Algorithmus vereinigt in jedem Induktionsschritt in Anwendung des chinesischen Restsatzes (unter Zuhilfenahme des erweiterten euklidischen Algorithmus) zwei (simultane) Kongruenzen zu einer neuen, die zu den beiden Ausgangskongruenzen äquivalent ist. (Im Fall nicht-teilerfremder Moduln wird die Lösbarkeit durch die Verträglichkeitsbedingungen des projektiven Systems stets garantiert.) Das Verfahren wirft unabhängig von der Wahl des Basissystems pro Schritt ein Folgenglied einer unendlichen Reihe aus.
Werden umgekehrt Ziffern mit   {\displaystyle z_{n}\in \mathbb {Z} \;\;\wedge \;\;0\leq z_{n}<b_{n+1}}   frei gewählt, dann stellt die mit ihnen und dem gegebenen Basissystem {\displaystyle \left(b_{n}\right)_{n\in \mathbb {N} }} gebildete unendliche Reihe {\displaystyle ({\text{R}})} eine (eindeutige) proendliche Zahl dar.

#### Kofinale Folge
Diese Reihe ist nur dann bei jedem beliebigen {\displaystyle x\in {\widehat {\mathbb {Z} }}} eine Stellenwertentwicklung, wenn das gegebene Basissystem {\displaystyle \left(b_{n}\right)_{n\in \mathbb {N} }} jede Primzahl unendlich oft enthält, d. h. wenn die Folge der Moduln {\displaystyle \left(m_{n}\right)_{n\in \mathbb {N} }} kofinal in {\displaystyle (\mathbb {N} ,|)} und monoton (wachsend) ist. Dies ist beim System der Fakultäten, dem A003418- und dem A051451-basierten System der Fall. Die Monotonie vermeidet Basen {\displaystyle b_{n}<1} und ist wachsend, da das interessante, das offene Ende von {\displaystyle (\mathbb {N} ,|)} bei den großen Zahlen ist.

#### Fakultätsbasiert
Im fakultätsbasierten Zahlensystem (engl. factorial number system) werden als Moduln die Fakultäten {\displaystyle m_{n}:=n!} und damit {\displaystyle b_{n}:=n} als Basen gewählt. Lenstra gibt für {\displaystyle -1\in {\widehat {\mathbb {Z} }}} die Symbolfolge
–1 = … 1010998877665544332211
    = (… 10987654321)!
und kennzeichnet sie mit dem tiefgestellten Rufzeichen. Dabei ist die Ziffer 1 ganz links wie in Lenstra Profinite Fibonacci numbers. S. 297 hochgestellt, um auszudrücken, dass sie (ggf. zusammen mit anderen hochgestellten Ziffern) bis einschließlich zur nächsten normal geschriebenen Ziffer rechts davon zu einer Dezimalzahl gehört, welche eine einzige Stelle der Darstellung ausmacht. Die Aufschreibung im Horner-Schema ist:
    = (((((((((( 10)·10+9)·9+8)·8+7)·7+6)·6+5)·5+4)·4+3)·3+2)·2+1)·1
    = 11! – 1 = 39916799 ≡ –1 (mod 39916800 = 11!).
Proendliche Zahlen haben in dieser Darstellung abhängig von ihrem Rest mod 24=4·3·2 die folgenden Entwicklungen in den ersten (rechtesten) 3 Stellen:
| ≡ xx (mod 24) | 0   | 1   | 2   | 3   | 4   | 5   | 6   | 7   | 8   | 9   | 10  | 11  | 12  | 13  | 14  | 15  | 16  | 17  | 18  | … |
| (z3 z2 z1)!   | 000 | 001 | 010 | 011 | 020 | 021 | 100 | 101 | 110 | 111 | 120 | 121 | 200 | 201 | 210 | 211 | 220 | 221 | 300 | … |

Die Wahl der Fakultäten als Moduln bei der fakultätsbasierten Darstellung bevorzugt die Produkte kleiner Primfaktoren, ganz besonders des Primfaktors 2.

#### A003418- bzw. A051451-basiert
Die folgende Wahl der Basen und Moduln erzeugt Darstellungen, bei denen die natürlichen Zahlen umgekehrt proportional zu ihrer Größe bevorzugt werden.
Sei dazu zunächst für jedes {\displaystyle n\in \mathbb {N} }
{\displaystyle P_{n}:=\operatorname {kgV} (1,2,\dots ,n)}
(kleinstes gemeinsames Vielfaches) das Produkt der maximalen Primzahlpotenzen {\displaystyle \leq n}.
In Zahlen ausgerechnet ergibt sich mit
| P:= ( | P1, | P2,    | P3,    | P4,     | P5,      | P6,      | P7,       | P8,        | P9,         | P10,         | … ) |
| = (   | 1,  | 1·2=2, | 2·3=6, | 6·2=12, | 12·5=60, | 60·1=60, | 60·7=420, | 420·2=840, | 840·3=2520, | 2520·1=2520, | … ) |

die Folge A003418 in OEIS.
Wählt man für die Darstellung {\displaystyle m_{n}:=P_{n}} als Moduln, dann sind die zugehörigen Basen {\displaystyle b_{n}=m_{n}/m_{n-1}.} Ist {\displaystyle n} keine Primzahlpotenz, dann ist {\displaystyle b_{n}=1.} Ist aber {\displaystyle n>1} eine Primzahlpotenz, etwa {\displaystyle p^{k},} dann ist {\displaystyle b_{n}=p} eine Primzahl.
Das Beispiel
–1 = … 101032217610542132211
    = … 10021604121,
im Horner-Schema
    = (((((((((( 10)·1+0)·3+2)·2+1)·7+6)·1+0)·5+4)·2+1)·3+2)·2+1)·1
    = P12 – 1 = 27719 ≡ –1 (mod 27720 = P12),
gibt die Darstellung von –1 (mit nur Ziffern oder mit den Ziffern fett und den Basen normal gedruckt). Dabei ist die Ziffer 1 ganz links wie in Lenstra Profinite Fibonacci numbers. S. 297 hochgestellt, um auszudrücken, dass sie zur selben Stelle gehört wie die nächste normal geschriebene Ziffer.
Lässt man die Basen =1 zusammen mit den zu ihnen gehörenden, verschwindenden Ziffern weg, so hat man
| zu den Moduln      |                               |          |         |         |         |         |         |         |        |
|                    |                               | P9=2520, | P8=840, | P7=420, | P5=60,  | P4=12,  | P3=6,   | P2=2,   | P1=1   |
| resp. zu den Basen |                               |          |         |         |         |         |         |         |        |
|                    |                               |          | b9=3,   | b8=2,   | b7=7,   | b5=5,   | b4=2,   | b3=3,   | b2=2   |
| die Entwicklung    |                               |          |         |         |         |         |         |         |        |
| –1                 | = …                           | 10       | 2       | 1       | 6       | 4       | 1       | 2       | 1      |
|                    | = …                           | 103      | 2       | 17      | 65      | 42      | 13      | 2       | 1      |
|                    | = …                           | 10       | ·P9+ 2  | ·P8+ 1  | ·P7+ 6  | ·P5+ 4  | ·P4+ 1  | ·P3+ 2  | ·P2+ 1 |
|                    | = …,                          | 27719,   | 2519,   | 839,    | 419,    | 59,     | 11,     | 5,      | 1      |
|                    | = …,                          | P11 – 1, | P9 – 1, | P8 – 1, | P7 – 1, | P5 – 1, | P4 – 1, | P3 – 1, | P2 – 1 |
|                    | ≡ –1 (mod Pn) für alle n ∈ N. |          |         |         |         |         |         |         |        |

Die Moduln Pn dieser Darstellung machen (bei entsprechend angepasster Indizierung) die Folge A051451 in OEIS aus.

## Unterringe

### Direkte Summe
Die Elemente im direkten Produkt {\displaystyle \Pi _{p\in \mathbb {P} }\mathbb {Z} _{p}}, bei denen nur endlich viele Komponenten von 0 verschieden sind, fasst man in der direkten Summe
{\displaystyle \bigoplus _{p\in \mathbb {P} }\mathbb {Z} _{p}:={\Big \{}\left(x_{p}\right)_{p\in \mathbb {P} }\in \prod _{p\in \mathbb {P} }\mathbb {Z} _{p}\;{\Big |}\;\exists n\in \mathbb {N} \,\forall p\in \mathbb {P} \,:\,p>n\Rightarrow x_{p}=0{\Big \}}}
zusammen.
Eine proendliche Ganzzahl {\displaystyle \textstyle x\in \bigoplus _{p\in \mathbb {P} }\mathbb {Z} _{p}} dieser Art kann als {\displaystyle b}-adische Entwicklung der Form
{\displaystyle x=\sum _{i=0}^{\infty }r_{i}\cdot b^{i}}
mit einer Basis   {\displaystyle \textstyle b:=\prod _{p\in \mathbb {P} }^{x_{p}\neq 0}p}   und Ziffern   {\displaystyle r_{i}} aus {\displaystyle \{0,1,\ldots ,b-1\}}   geschrieben werden. Man sagt, {\displaystyle x} wird zur Basis {\displaystyle b} notiert. Die {\displaystyle b}-Darstellung lässt sich aus den {\displaystyle p}-Darstellungen mit dem chinesischen Restsatz gewinnen.
Die Darstellung ist eindeutig und kommt ohne ein vor das Literal (die Zahlkonstante) gestelltes Vorzeichen aus. Für alle Basen {\displaystyle b\in \mathbb {Z} \setminus \{-1,0,1\}} ist
{\displaystyle -1=\sum _{i=0}^{\infty }(b-1)\cdot b^{i}.}
Alle diese Darstellungen zur Basis {\displaystyle b} sind dieselben wie im Ring
{\displaystyle \mathbb {Z} _{b}=\varprojlim _{n\in \mathbb {N} }\mathbb {Z} /b^{n}\mathbb {Z} \cong \prod _{p\in \mathbb {P} }^{p\mid b}\mathbb {Z} _{p},}
der ein Unterring der direkten Summe ist.
Aus dieser Darstellung lässt sich erkennen, dass (zu einem {\displaystyle \textstyle x\in \bigoplus _{p\in \mathbb {P} }\mathbb {Z} _{p}}) die Basis {\displaystyle b} quadratfrei gewählt werden kann.

### Primzahlpotenzen
Für jede Primzahl {\displaystyle p} und {\displaystyle m\in \mathbb {N} } ist
{\displaystyle \mathbb {Z} _{p^{m}}=\varprojlim _{i\in \mathbb {N} }\mathbb {Z} /p^{mi}\mathbb {Z} =\varprojlim _{i\in \mathbb {N} }\mathbb {Z} /p^{i}\mathbb {Z} =\mathbb {Z} _{p}} .
| {\displaystyle r_{j}} | {\displaystyle \equiv } | {\displaystyle r_{k}\,({\text{mod }}p^{mk})} | {\displaystyle ({\text{V}}_{p^{m}})} , |

| {\displaystyle r_{j}} | {\displaystyle \equiv } | {\displaystyle r_{k}\,({\text{mod }}p^{k})} | {\displaystyle ({\text{V}}_{p})} |

| {\displaystyle r_{j}} | {\displaystyle \equiv } | {\displaystyle r_{k}\,({\text{mod }}p^{k})} | {\displaystyle ({\text{V}}_{p})} |

| {\displaystyle \textstyle \left(r_{i}+p^{m\left\lfloor {\frac {i}{m}}\right\rfloor }\mathbb {Z} \right)_{i\in \mathbb {N} }} |

Die folgende Überlegung führt zum selben Ergebnis:

Ausgehend von der {\displaystyle p}-adischen Darstellung
{\displaystyle x=\sum _{i=k}^{\infty }r_{i}p^{i}}
mit {\displaystyle k\in \mathbb {Z} } und {\displaystyle r_{i}\in \{0,\dots ,p-1\}} kommt man über die Teilsummen {\displaystyle \textstyle s_{j}:=\sum _{i=0}^{m-1}r_{mj+i}\,p^{i}} direkt zu
{\displaystyle x=\sum _{j=\left\lfloor {\frac {k}{m}}\right\rfloor }^{\infty }s_{j}p^{mj}} ,
was wegen {\displaystyle s_{j}\in \{0,\dots ,p^{m}-1\}} die {\displaystyle p^{m}}-adische Darstellung ist.
Dieser Weg lässt sich auch umkehren – mit dem Ergebnis:
{\displaystyle \mathbb {Z} _{p^{m}}=\mathbb {Z} _{p}}

### 10-adische Zahlen
Die 10-adischen Zahlen sind ein Beispiel für einen {\displaystyle b}-adischen Ring, bei dem die Basis {\displaystyle b=10=2\cdot 5} keine Primzahlpotenz ist. Sie werden als projektiver Limes
{\displaystyle \mathbb {Z} _{10}=\varprojlim _{i\in \mathbb {N} }\mathbb {Z} /10^{i}\mathbb {Z} }
gebildet und sind ein Unterring der direkten Summe.

#### Ultrametrik
Auf dem Ring {\displaystyle \mathbb {Z} _{10}}, ja auf ganz {\displaystyle \mathbb {Q} _{2}\times \mathbb {Q} _{5}}, lässt sich eine Ultrametrik {\displaystyle d_{10}} definieren, die {\displaystyle \mathbb {Q} _{2}\times \mathbb {Q} _{5}} zu einem metrischen Raum mit der Krulltopologie macht.
| Beweis |                                 |                          |
| Eine rationale Zahl {\displaystyle r\in \mathbb {Q} ^{\times }} lässt sich schreiben als {\displaystyle r=\pm {\tfrac {p}{q}}10^{s}} mit ganzzahligen {\displaystyle p,q,s} und einem zu {\displaystyle 10} und {\displaystyle p} teilerfremden {\displaystyle q.} Zu jedem von 0 verschiedenen {\displaystyle r} gibt es einen maximalen Exponenten {\displaystyle s} mit dieser Eigenschaft. Analog zu {\displaystyle \mathbb {Q} _{p}} wird auf ganz {\displaystyle \mathbb {Q} _{2}\times \mathbb {Q} _{5}} eine Funktion {\displaystyle \psi } definiert als: \| {\displaystyle \psi (r):=\;{\begin{cases}\\\\\end{cases}}} \| {\displaystyle 0} \| für {\displaystyle r=0}, \| \| {\displaystyle \psi (r):=\;{\begin{cases}\\\\\end{cases}}} \| {\displaystyle {\text{e}}^{-s}} \| sonst. \| Die Forderungen „Nicht-Negativität“ und „positive Definitheit“ aus der Zusammenstellung Betragsfunktion#Betragsfunktion für Körper sind leicht einzusehen. Die „Multiplikativität“ kann nicht erfüllt werden, da {\displaystyle \mathbb {Z} _{10}} Nullteiler hat (s. Abschnitt #Nullteiler). Die „Dreiecksungleichung“ ergibt sich so: Haben die 2 Zahlen {\displaystyle r} und {\displaystyle r'} verschiedene Exponenten {\displaystyle s} und {\displaystyle s',} dann hat die Summe den Exponenten {\displaystyle \min(s,s').} Sind sie aber gleich, dann ist {\displaystyle r+r'=\pm {\tfrac {pq'+p'q}{qq'}}10^{s}} mit {\displaystyle \operatorname {ggT} (qq',10)=1,} so dass der neue Exponent keinesfalls kleiner und der neue Betrag keinesfalls größer werden kann. Es gilt also {\displaystyle \psi (r+r')\leq \max(\psi (r),\psi (r')).} ■ Eine solche Dreiecksungleichung nennt man verschärft. Die mithilfe dieser Funktion {\displaystyle \psi } definierte Metrik {\displaystyle d_{10}(x,y):=\psi (x-y)} ist damit eine Ultrametrik. Die von ihr induzierte Topologie stimmt mit der durch die Filter definierten überein. |                                 |                          |
| {\displaystyle \psi (r):=\;{\begin{cases}\\\\\end{cases}}} | {\displaystyle 0}               | für {\displaystyle r=0}, |
| {\displaystyle \psi (r):=\;{\begin{cases}\\\\\end{cases}}} | {\displaystyle {\text{e}}^{-s}} | sonst.                   |

#### 10-adisch zu 2-adisch und 5-adisch
Ist {\displaystyle \left(x_{n}\right)_{n\in \mathbb {N} }\in \mathbb {Z} _{10},} ferner   {\displaystyle j\leq i,}   und sind {\displaystyle r_{i},r_{j}\in \mathbb {Z} } jeweilige Repräsentanten der Nebenklassen {\displaystyle x_{i}=r_{i}+10^{i}\mathbb {Z} ,x_{j}=r_{j}+10^{j}\mathbb {Z} ,} dann entspricht die Bedingung {\displaystyle r_{j}+10^{j}\mathbb {Z} =f_{ij}(r_{i}+10^{i}\mathbb {Z} )} der Kongruenz
{\displaystyle r_{j}\equiv r_{i}\,({\text{mod }}10^{j}).}
Daraus folgt aber für {\displaystyle p\in \{2,5\}}
{\displaystyle r_{j}\equiv r_{i}\,({\text{mod }}p^{j}),}
so dass dieselben Repräsentanten {\displaystyle r_{n}\in \mathbb {Z} } sowohl eine proendliche 2-adische Zahlenfolge {\displaystyle \left(r_{n}\right)_{n\in \mathbb {N} }\in \mathbb {Z} _{2}} wie auch eine proendliche 5-adische Zahlenfolge {\displaystyle \left(r_{n}\right)_{n\in \mathbb {N} }\in \mathbb {Z} _{5}} ausmachen.

#### (2×5)-adisch zu 10-adisch
Zu frei gewählten
|  | {\displaystyle \textstyle y=:\sum _{j=0}^{\infty }y_{j}2^{j}\in \mathbb {Z} _{2}} | und | {\displaystyle \textstyle z=:\sum _{j=0}^{\infty }z_{j}5^{j}\in \mathbb {Z} _{5}} |

gibt es ein eindeutig bestimmtes {\displaystyle x=\left(x_{i}\right)_{i\in \mathbb {N} }\in \mathbb {Z} _{10},} mit
|  | {\displaystyle \pi _{2}(x)=y} | und | {\displaystyle \pi _{5}(x)=z} | {\displaystyle ({\text{sK}}_{\infty }).} |

Denn die 2 simultanen Kongruenzen
|  | {\displaystyle \textstyle x_{i}\equiv \sum _{j=0}^{i-1}y_{j}2^{j}\,({\text{mod }}2^{i})} | und | {\displaystyle \textstyle x_{i}\equiv \sum _{j=0}^{i-1}z_{j}5^{j}\,({\text{mod }}5^{i})} | {\displaystyle ({\text{sK}}_{i})} |

können wegen der Teilerfremdheit der Moduln für jedes {\displaystyle i} mit dem chinesischen Restsatz (eindeutig) gelöst werden. {\displaystyle \textstyle x_{i}}   wird dadurch   {\displaystyle \equiv \,({\text{mod }}\operatorname {kgV} (2^{i},5^{i})=10^{i})} festgelegt.

#### Nullteiler
Endliche Zahlen (abbrechende Zahlfolgen) in den Ringen {\displaystyle \mathbb {Z} _{2},\mathbb {Z} _{5}} und {\displaystyle \mathbb {Z} _{10}} liegen allesamt im Ring {\displaystyle \mathbb {Z} } der ganzen Zahlen. Letzterer Ring enthält bekanntlich keine Nullteiler, genauso wenig die proendlichen Ringe {\displaystyle \mathbb {Z} _{2}} und {\displaystyle \mathbb {Z} _{5},} die ja Quotientenkörper besitzen, nämlich die 2-adischen Zahlen {\displaystyle \mathbb {Q} _{2}} bzw. die 5-adischen Zahlen {\displaystyle \mathbb {Q} _{5}.}
Beispiel 1
Wie im Abschnitt #Eigenschaften ausgeführt, entspricht für ein {\displaystyle p\in \mathbb {P} } die Projektion {\displaystyle \pi _{p}} einer Multiplikation mit {\displaystyle 1_{p}.} Sind {\displaystyle p,q} zwei verschiedene Primzahlen, dann ist {\displaystyle 1_{p}\cdot 1_{q}=0} (komponentenweise Multiplikation in {\displaystyle \textstyle \Pi _{p\in \mathbb {P} }\mathbb {Z} _{p}}). Das Produkt zweier proendlicher Zahlen kann also Null sein, auch wenn beide Faktoren von Null verschieden sind.
Der Algorithmus im Abschnitt Darstellung als unendliche Reihe liefert in {\displaystyle {\widehat {\mathbb {Z} }}} für {\displaystyle 1_{2}}
|                         |    | zu den Stellenwerten | 2520, | 840,   | 420,   | 60,    | 12,    | 6,     | 2,     | 1      |
| die A051451-Entwicklung |    |                      |       |        |        |        |        |        |        |        |
|                         | 12 | = …                  | 1     | ·P9+ 1 | ·P8+ 0 | ·P7+ 1 | ·P5+ 3 | ·P4+ 1 | ·P3+ 1 | ·P2+ 1 |
|                         |    | = …,                 | 3465, | 945,   | 105,   | 105,   | 45,    | 9,     | 3,     | 1.     |

Die Glieder der Folge in der letzten Zeile sind ≡1 (mod 2n) und teilbar durch (im Limes immer höhere) Potenzen aller anderen Primzahlen.
Für {\displaystyle 1_{5}} ergibt sich die A051451-Entwicklung
| 15 | = …  | 8      | ·P9+ 2 | ·P8+ 0 | ·P7+ 5 | ·P5+ 3 | ·P4+ 0 | ·P3+ 0 | ·P2+ 0 |
|    | = …, | 22176, | 2016,  | 336,   | 336,   | 36,    | 0,     | 0,     | 0      |

Die Glieder der Folge in der letzten Zeile sind ≡1 (mod 5n) und teilbar durch zunehmend höhere Potenzen aller anderen Primzahlen.
Die Folgenglieder des Produkts   {\displaystyle 1_{2}\cdot 1_{5}}   sind für wachsende Indizes durch immer höhere Potenzen von 10 teilbar, d. h. es ist Nullfolge in ganz {\displaystyle {\widehat {\mathbb {Z} }}.}
Beispiel 2
Für {\displaystyle n\in \mathbb {N} } sei {\displaystyle x_{n}:=5^{2^{n}}} und {\displaystyle y_{n}:=6^{5^{n}}}. Wegen
{\displaystyle {\begin{array}{rlll}(5^{2^{n+2}}-5^{2^{n+1}})\;&/\;(5^{2^{n+1}}-5^{2^{n}})&=5^{2^{n+1}}\;&+5^{2^{n}}\\&&\equiv 5&+5\;\;\\&&\equiv 2\cdot 5&\equiv 0\qquad \qquad ({\text{mod }}10)\end{array}}}
ist {\displaystyle 10^{n}} Teiler von {\displaystyle x_{n}-x_{n-1}}. Das bedeutet, dass die Folge {\displaystyle x:=\lim _{n\to \infty }x_{n}} im Ring der 10-adischen Zahlen konvergiert. Ferner ist {\displaystyle x\equiv 5\not \equiv 0\;({\text{mod }}10)}.
Für {\displaystyle y_{n}} gilt analog:
{\displaystyle {\begin{array}{rlll}(6^{5^{n+2}}-6^{5^{n+1}})&/\;(6^{5^{n+1}}-6^{5^{n}})&=(6^{5^{n}})^{4\cdot 5}&+(6^{5^{n}})^{4\cdot 4}&+(6^{5^{n}})^{4\cdot 3}&+(6^{5^{n}})^{4\cdot 2}&+(6^{5^{n}})^{4\cdot 1}\\&&\equiv \;\;6&+\;\;6&+\;\;6&+\;\;6&+\;\;6\\&&\equiv 5\cdot 6&\equiv 0&({\text{mod }}10)\end{array}}}
und entsprechend
{\displaystyle y:=\lim _{n\to \infty }y_{n}\equiv 6\not \equiv 0\;({\text{mod }}10).}
Zu jeder der beiden Folgen lässt sich eine 10-adische Entwicklung der Form {\displaystyle \textstyle \sum _{j=0}^{\infty }a_{j}10^{j}} mit {\displaystyle a_{j}\in \{0,\dotsc ,9\}} mit demselben 10-adischen Limes angeben (die sich also nur um eine 10-adische Nullfolge unterscheidet). Andererseits divergieren die Folgen für alle Primzahlen außer 2 und 5.
Wegen {\displaystyle x_{n}\cdot y_{n}=5^{2^{n}}\cdot 6^{5^{n}}\equiv 0\;({\text{mod }}10^{2^{n}})} ist das Produkt {\displaystyle \textstyle x\cdot y=\lim _{n\to \infty }x_{n}\cdot y_{n}\equiv 0\;({\text{mod }}10^{2^{n}})} durch beliebig hohe Potenzen von 10 teilbar, so dass {\displaystyle x\cdot y=0} in {\displaystyle \mathbb {Z} _{10}.}
Übrigens sind die beiden 10-adischen Zahlen Einheitswurzeln, weil {\displaystyle x_{n+1}=x_{n}^{\,2}} und {\displaystyle y_{n+1}=y_{n}^{\,5}} zur Folge hat, dass {\displaystyle x^{2}=x} und {\displaystyle y^{5}=y.}
Trivialerweise ist {\displaystyle \pi _{2}(x)=1} in {\displaystyle \mathbb {Z} _{2}} und {\displaystyle \pi _{5}(y)=1} in {\displaystyle \mathbb {Z} _{5}.}

## Oberringe
Der Ring der proendlichen Rationalzahlen
| {\displaystyle {\widehat {\mathbb {Q} }}} | {\displaystyle :=} | {\displaystyle \textstyle {\Big \{}\left(x_{i}\right)_{i\in \mathbb {N} }\in \prod _{i\in \mathbb {N} }\mathbb {Q} /i\mathbb {Z} \;\;{\Big \|}\;\;\forall j,k\in \mathbb {N} \,:\,k\!\mid \!j\Rightarrow x_{j}\equiv x_{k}\,({\text{mod }}k){\Big \}}} |

umfasst {\displaystyle {\widehat {\mathbb {Z} }}}, {\displaystyle \mathbb {Z} } und {\displaystyle \mathbb {Q} .} Außerdem ist
| {\displaystyle {\widehat {\mathbb {Q} }}} | {\displaystyle =}      | {\displaystyle \mathbb {Q} +{\widehat {\mathbb {Z} }}\;=\;\mathbb {Q} \cdot {\widehat {\mathbb {Z} }}\;\cong \;\mathbb {Q} \otimes _{\mathbb {Z} }{\widehat {\mathbb {Z} }}}                                                                        |
|                                           | {\displaystyle \cong } | {\displaystyle \textstyle {\Big \{}\left(x_{p}\right)_{p\in \mathbb {P} }\in \prod _{p\in \mathbb {P} }\mathbb {Q} _{p}\;\;{\Big \|}\;\;\exists n\in \mathbb {N} \,\forall p\in \mathbb {P} \,:\,p>n\Rightarrow x_{p}\in \mathbb {Z} _{p}{\Big \}}} |

der Ring der endlichen Adele.
Das Produkt {\displaystyle {\widehat {\mathbb {Z} }}\times \mathbb {R} } ist der Ring der ganzzahligen Adele.

## Anwendungen
- Sei {\displaystyle p} eine Primzahl und {\displaystyle \mathbb {F} _{p^{n}}} der Körper mit {\displaystyle {p^{n}}} Elementen. Da jede algebraische Erweiterung {\displaystyle \mathbb {F} _{p^{n}}} von {\displaystyle \mathbb {F} _{p}} zyklisch ist vom Grade {\displaystyle n,} die Galois-Gruppe also isomorph zu {\displaystyle \mathbb {Z} /n\mathbb {Z} ,} ist {\displaystyle \operatorname {Gal} ({\overline {\mathbb {F} }}_{p}/\mathbb {F} _{p})={\widehat {\mathbb {Z} }}} , wobei {\displaystyle {\overline {\mathbb {F} }}_{p}} den algebraische Abschluss von {\displaystyle \mathbb {F} _{p}} bedeutet. Dabei entspricht der Frobeniusautomorphismus

{\displaystyle {\mathcal {F}}_{p}\colon {\begin{array}{lll}{\overline {\mathbb {F} }}_{p}&\to &{\overline {\mathbb {F} }}_{p}\\x&\mapsto &x^{p}\end{array}}}
dem Erzeuger {\displaystyle (1,1,\dots )} von {\displaystyle {\widehat {\mathbb {Z} }}.}
- {\displaystyle {\widehat {\mathbb {Z} }}=\operatorname {End} (\mathbb {Q} /\mathbb {Z} ),} der Endomorphismenring des Moduls {\displaystyle \mathbb {Q} /\mathbb {Z} .}

- In additiven Gruppen können proendliche Vielfachheiten definiert werden, in multiplikativen proendliche Exponenten.

- Die Fibonacci-Zahlen können für proendliche Indizes definiert werden.[31]